# The Waste Land
The Waste Land (em português brasileiro, já traduzido como A Terra Devastada ou A Terra Inútil; em português de Portugal, A Terra Sem Vida) é um poema modernista publicado por T. S. Eliot em 1922. Já foi apelidado de "um dos mais importantes poemas do século XX".

## Enquadramento
Em 1921 T. S. Eliot tirou uma licença do Banco Lloyds onde trabalhava e passou 3 semanas de convalescência em Margate. Aí começou a escrever The Waste Land.

T. S. Eliot concluiu The Waste Land em Lausanne, Suíça, no período de várias semanas em que foi tratado pelo Dr. Roger Vittoz, médico de Julian Huxley. Eliot atravessava um período de trabalho excessivo e de preocupações familiares e vivia atormentado por problemas de ordem psicológica que afectavam a sua saúde.
```
"Junto às águas do Léman sentei-me e chorei..."
```

Em Paris o autor submeteu o manuscrito à apreciação de Ezra Pound, que sugere modificações e extensos cortes, mas reconhece desde logo a altíssima qualidade do poema.

## Enredo
O plano de The Waste Land consiste na viagem empreendida por um moderno cavaleiro do Graal através da terra a que se transmitiu a esterilidade do Rei Pescador. Essa viagem levá-lo-à , se tiver a coragem de formular as perguntas certas, a "libertar as águas", curando deste modo o Rei e restituindo a vida à terra. A sinistra Capela Perigosa da lenda faz parte do itinerário.